# Valjalská základní škola
Valjalská základní škola (estonsky Valjala Põhikool) je v současnosti jediná základní škola v estonské v městečku Valjala. 

## Dějiny školy
Koncem švédského období (na ostrově Saaremaa v letech 1645-1710) byly ve všech estonských farnostech zřizovány školy, v nichž se měly venkovské děti učit čtení a psaní, katechismu a zpěvu církevních písní. Ve Valjale však až do roku 1790 nebylo vzdělaného školmistra, a tak školní vyučování bylo svěřováno vždy někomu z venkovanů, kdo prokázal znalosti čtení, psaní a zpěvu. Teprve v roce 1790 byl do Valjaly ustanoven jako první skutečný školmistr Fr. L. Eichfuss. U této příležitosti byla také postavena nejstarší školní budova.
Tato situace trvala až do začátku 19. století. V letech 1816 a 1819 však došlo ke změnám zákonů, které podněcovaly vznik vesnických škol. Do roku 1824 tak vzniklo ve Valjalské farnosti celkem 16 škol, z nichž tři (ve vesnicích Jõõri, Haeska a Mäemõisa) měly placené učitele, kteří vyučovali děti jednou týdně ve všední den, a 13 bylo nedělních škol, v nichž vyučoval neplacený učitel o nedělích. Ve všech šestnácti školách bylo v tomto roce zapsáno 549 žáků. Do roku 1840 se počet škol zvýšil na 17 a počet žáků na 561.
V 70. letech 19. století se počet vyučovacích dnů zvýšil na dva týdně, a k dosavadním vyučovacím předmětům (čtení a psaní, katechismus, církevní zpěv) přibylo studium Bible a dějepis. Ve školách ve vesnicích Jõõri, Tõnija, Sakla, Kõnnu, Koksi, Rahu, Reeküla, Võhksa, Kuiste a Siiksaare byly do osnov navíc přidány i počty. Celkem tehdy pracovalo 18 vesnických škol s celkem 419 žáky (z toho 201 chlapců a 218 dívek).
Ve 20. století se počet vesnických škol začal výrazně zmenšovat. V roce 1919 se na území obce Valjala učilo ještě v devíti základních školách, v roce 1940 již jen ve čtyřech. V roce 1973 pak byla vybudována nová škola ve Valjale s cílem soustředit do ní základní školní vzdělávání celé obce. Tím začínají dějiny Valjalské základní školy v užším smyslu. Škola byla nově konstituována jako Valjalská osmiletá škola, jejím ředitelem byl jmenován Arvo Paiste. Škola měla zpočátku 114 žáků. Během 70. let pak byly zrušeny zbylé dvě školy v Kallemäe a v Lööne a jejich žáci převedeni do valjalské školy. V roce 1988 byla škola v souvislosti se školskou reformou přeměněna na devítiletou. V roce 1992 byla přejmenována na Valjalskou základní školu.

## Současnost
Ve školním roce 2006-2007 měla škola 133 žáků, z nichž 19 školu opustilo jako absolventi 9. tříd. Ředitelem školy je Aive Mõistlik, jako učitelé ve škole pracují Andre Kuntsel, Anne Heinsalu, Ene Kask, Helen Aasmaa, Tiina Kuusk, Ülle Lahi, Anneli Nõmm, Anneli Saar, Ulvi Peeters, Ulvi Põldema, Eret Krull, Ester Vaiksaar, Tõnu Soots, Eve Väli, Ülle Kuusk-Kupits a Kersti Püüding, jako zájmoví vedoucí a vychovatelé Siiri Saar a Liljan Sepp. Liljan Sepp je zároveň kronikářkou školy.
Škola nabízí svým žákům též řadu volnočasových aktivit — kroužky kopané, košíkové, šachu a ručních prací, školní sbor a kapelu, soubor lidového tance a doučování.